# Aphroptera schultzei
Aphroptera schultzei är en insektsart som beskrevs av Giglio-tos 1912. Aphroptera schultzei ingår i släktet Aphroptera och familjen vårtbitare. Inga underarter finns listade i Catalogue of Life.